# Open GDF SUEZ de Bretagne 2011
L'Open GDF SUEZ de Bretagne 2011 è stato un torneo professionistico di tennis femminile giocato sulla terra rossa. È stata la 16ª edizione del torneo, che fa parte dell'ITF Women's Circuit nell'ambito dell'ITF Women's Circuit 2011. Si è giocato a Saint-Malo in Francia dal 19 al 25 settembre 2011.

## Partecipanti

### Teste di serie
| Nazionalità | Giocatrice               | Ranking* | Testa di serie |
| ----------- | ------------------------ | -------- | -------------- |
| Rep. Ceca   | Lucie Hradecká           | 51       | 1              |
| Svezia      | Johanna Larsson          | 61       | 2              |
| Francia     | Mathilde Johansson       | 71       | 3              |
| Spagna      | Laura Pous Tió           | 73       | 4              |
| Romania     | Sorana Cîrstea           | 92       | 5              |
| Austria     | Patricia Mayr-Achleitner | 93       | 6              |
| Francia     | Virginie Razzano         | 98       | 7              |
| Spagna      | Sílvia Soler Espinosa    | 110      | 8              |

- Ranking al 12 settembre 2011.

### Altre partecipanti
Giocatrici che hanno ricevuto una wild card:
- Séverine Beltrame
- Audrey Bergot
- Alizé Lim
- Nathalie Piquion

Giocatrici che sono passate dalle qualificazioni:
- Mariana Duque
- Bibiane Schoofs
- Scarlett Werner
- Nina Zander
- Catalina Castaño (lucky loser)
- Eva Fernández-Brugués (lucky loser)

## Campionesse

### Singolare
Sorana Cîrstea ha battuto in finale  Sílvia Soler Espinosa con il punteggio di 6–2, 6–2.

### Doppio
Nina Bratčikova /  Darija Jurak hanno battuto in finale  Johanna Larsson /  Jasmin Wöhr con il punteggio di 6–4, 6–2.